# Nepiodes
Nepiodes is een kevergeslacht uit de familie van de boktorren (Cerambycidae). De wetenschappelijke naam van het geslacht werd voor het eerst geldig gepubliceerd in 1867 door Pascoe.

## Soorten
Nepiodes omvat de volgende soorten:
- Nepiodes bowringi (Gahan, 1894)
- Nepiodes cinnamomeum (Lansberge, 1884)
- Nepiodes cognatus Pascoe, 1867
- Nepiodes costipennis (White, 1853)
- Nepiodes hefferni (Komiya, 2004)
- Nepiodes sulcipennis (White, 1853)
- Nepiodes terminalis (Gahan, 1906)